# إنقولف كريستيانسن
إنقولف كريستيانسن (بالنرويجية البوكمول: Ingolf Kristiansen)‏ هو مجدف نرويجي، ولد في 10 يونيو 1938 في باروم في النرويج.

## وصلات خارجية
- إنقولف كريستيانسن على موقع الاتحاد الدولي للتجديف (الإنجليزية)
- إنقولف كريستيانسن على موقع اللجنة الأولمبية الدولية (الإنجليزية)
- إنقولف كريستيانسن على موقع أوليمبيديا (الإنجليزية)